# Prasdorf
Prasdorf er en by og kommune i det nordlige Tyskland, beliggende i Amt Probstei i den nordlige del af Kreis Plön. Kreis Plön ligger i den østlige/centrale del af delstaten Slesvig-Holsten.

## Geografi
Prasdorf er beliggende i ådalen til Hagener Au omkring 15 km nordøst for Kiel mellem Bundesstraße 502 og Passader See.
Området ved Hagener Au er et beskyttet landskab.